# Трат (провінція)
Трат (з тайськ. ตราด) — провінція на сході Таїланду. На півночі межує з провінцією Чантхабурі, на сході — із Камбоджею. На заході омивається водами Сіамської затоки.
Адміністративний центр та найбільше місто — Трат. Губернатор (з жовтня 2007) — Каєнпхет Чуангрангсі.
Площа становить 2 819 км², тобто 61 місце серед усіх провінцій Таїланду.
Населення становить 219 345 осіб (2000), тобто 73 місце серед усіх провінцій.
До провінції відносяться низка островів, найбільші з яких Чанг, Кут, Мак.
Найвища точка провінції — гора Прінг з висотою 971 м, що знаходиться на сході, на кордоні з Камбоджею, в гірському хребті Кардамонові гори.
Провінція відома своїм видобутком дорогоцінного каміння. Острів Чанг, разом з навколишніми 40 дрібними острівцями утворюють морський національний парк Мукочанг.

## Адміністративний поділ

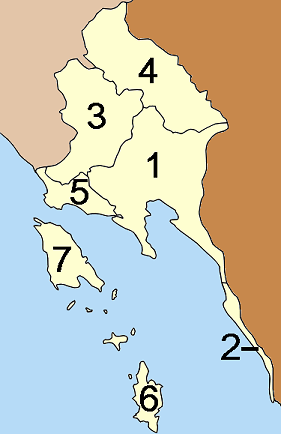
Райони

В адміністративному відношенні поділяється на 7 районів (ампхе), а вони в свою чергу на 37 субрайонів (тамбон) та 254 поселень (мубан):
| № | Район      | Площа, км² | Населення, осіб | № | Район   | Площа, км² | Населення, осіб |
| - | ---------- | ---------- | --------------- | - | ------- | ---------- | --------------- |
| 1 | Трат       | 938,6      | 89 661          | 5 | Лемнгоп | 154,0      | 17 874          |
| 2 | Кхлонг'яй  | 50,2       | 23 981          | 6 | Кокут   | 162,2      | 2 118           |
| 3 | Кхаусамінг | 679,2      | 40 499          | 7 | Кочанг  | 154,8      | 5 356           |
| 4 | Борай      | 680,0      | 39 736          |   |         |            |                 |